# جيوردانو ميلوني
جيوردانو ميلوني (بالإيطالية: Giordano Meloni)‏ هو لاعب كرة قدم إيطالي في مركز الهجوم، ولد في 18 فبراير 1983 في روما في إيطاليا. لعب مع أولبيا كالسيو 1905 ونادي تشيزينا.